# ヘレネの掠奪 (ティントレット)
『ヘレネの掠奪』（ヘレネのりゃくだつ、西: El rapto de Helena, 英: The Abduction of Helen）は、イタリア・ルネサンスのヴェネツィア派の巨匠ティントレットが1578-1579年にキャンバス上に油彩で制作した絵画である。以前は『トルコ軍とキリスト教徒の戦い』という名称で知られていたが、現在、絵画の名称は古代ギリシアのホメロスによる叙事詩『イーリアス』をもととした『ヘレネの掠奪』となっている。本来、マントヴァのゴンザーガ家のコレクションにあった作品で、17世紀にイングランド王チャールズ1世の所有となり、王の処刑後の競売を経てスペイン王フェリペ4世の手中に帰した。1819年以来、マドリードのプラド美術館に所蔵されている。

## 作品

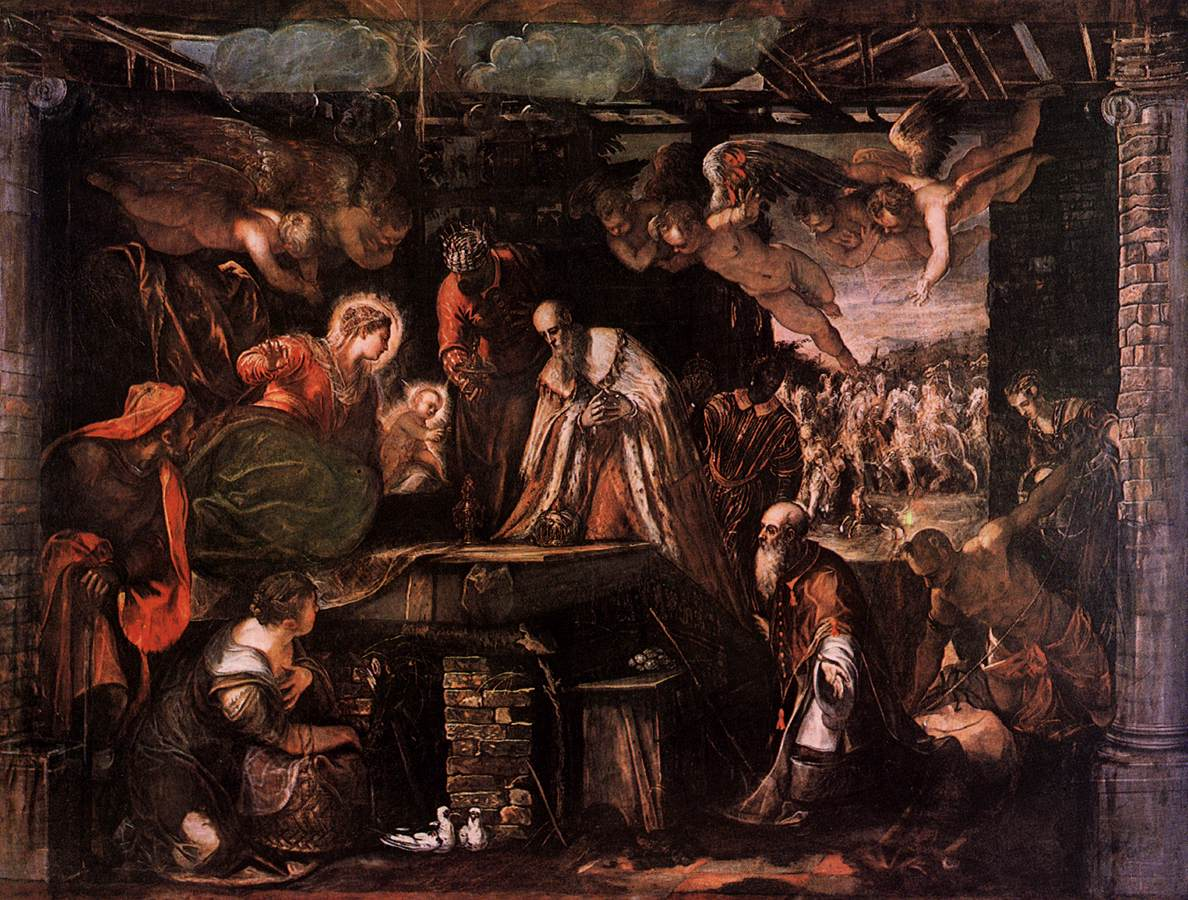
ティントレット『東方三博士の礼拝』 (1582年)、サン・ロッコ大同信会

ギリシア神話の登場人物トロイの王子パリスは、いわゆる「パリスの審判」でヘラ、アフロディーテ、アテナの3人の女神の中で誰が一番美しいかと彼女たちから問われた時、彼を世界一の美女と結婚させてあげると約束したアフロディーテを選んだ。その結果、世界一の美女とされたスパルタのヘレネはパリスと結婚するためトロイに移り、これがトロイ戦争の発端となったが、ホメロスの『イーリアス』では彼女がトロイ側に誘拐されたと示唆されている。
ティントレットは、画面上部の岸辺で激しい戦闘が行われている最中に画面下部左端のヘレネが船に連れ込まれる場面を描いている。しかし、この場面は1571年のレパントの海戦以降に数多く生まれたトルコ人とキリスト教徒の戦闘の図像を拠りどころとしており、ヘレネをヴェネツィアそのものの寓意として表している。
この絵画で、ティントレットは、逆光によるコントラストで鮮やかに浮かび上がる前景と明るい光に照らし出され、人物像が模様のようにかすんで見える後景とを対比している。この手法は、本作の直後にヴェネツィアのサン・ロッコ大同信会に描かれた『東方三博士の礼拝』 (1582年) など何点かの絵画にも見出せるものである。また、本作の何人かの人物像はサン・ロッコ大同心会の絵画群にも再登場している。
画家は、色彩、キアロスクーロ、人物像のポーズに依拠した非常にダイナミックな画面を創造している。とりわけ印象的なのは、ほとんど涙ぐんでいる無力なヘレネの嘆願するような表情と彼女を捉える者たちの荒々しい暴力の対比である。画家が画面の端に人物像の上から帆船を描き重ねたという事実は、画家の主要な関心が異なる人物の関係を表すことであったことを示唆する。
本作では当時ティントレットが制作した他の絵画同様、暗色の下塗りがされた上に鉛白で何人かの人物像がスケッチされている。本来、ヘレネもそのように裸体でスケッチされていた。小さなペンティメンティ (描きなおし) の跡もあり、とりわけヘレネの顔は当初右側を向いていた。